# Дуберт Олег Григорович
Олег Григорович Дуберт (25 липня 1975, м. Кам'янець-Подільський — 26 лютого 2022, м. Охтирка) — підполковник (посмертно) збройних сил України, учасник російсько-української війни.

## Життєпис
Народився 25 липня 1975 року в місті Кам'янець-Подільський Хмельницької області.
Військову службу проходив у званні майора в 91-у Охтирському полку підтримки.
Загинув 26 лютого 2022 року в Охтирці.

## Нагороди
- Орден Богдана Хмельницького III ступеня[1].
- Медаль «Захиснику Вітчизни»[2].